# Gunnera saint-johnii
Gunnera saint-johnii är en gunneraväxtart som först beskrevs av Mora, och fick sitt nu gällande namn av L.E. Mora-osejo. Gunnera saint-johnii ingår i släktet gunneror, och familjen gunneraväxter. Inga underarter finns listade.